# Dobedo
Dobedo  var en svensk community baserad runt skapandet av en saga. Dobedos storhetstid inföll runt 2000. 

## Historia
DoBeDo kan delas upp i två versioner, en tidig och en senare. Den tidiga kom till i slutet av 1998. Den första versionen var baserad på platt 2D-grafik och den senare versionen lade till en djupdimensionen och var således i 3D-grafik.
Sagan i DoBeDo var om en ö upptäckt av en professor ditrest i en luftballong. På denna ö träffade han ett djur med ett läte, "dobe", därav dess namn DoBe och därav namnet till ön, DoBeDo. Från detta utvecklades ön och invånare började flytta till ön. Med utgångspunkt från detta fick användarna själva fortsätta på sagan. Detta genom att interagera i samma miljöer som framkommit i sagan om DoBeDo.  
Användarna i DoBeDo agerade som självbestämda avatarer, som var antingen uppladdade bilder eller färdiggjorda avatarer och rörde sig i olika rum eller miljöer som var baserade på bakgrundsbilder. På så sätt rörde sig flera användarbilder på en bakgrundsbild och kommunicerade med varandra genom pratbubblor eller symboler.
Det uppstod olika sociala fenomen i chatvärlden. Som beteckningen "stammisar", denna beteckning gavs på användare som var på chatten ofta och hade varit medlemmar länge. "Utdelare" var användare som i första versionen obegränsat kunde dela ut mindre objekt till andra användare. "Zappare" som kunde "zappa" andra användare så att de inte längre kunde uttrycka sig skriftligt i chatten, samtidigt som deras avatar förvandlades till ett rosa moln. Dessa "zappare" hade i första versionen en gul stjärna under avataren i andra versionen hade de objektet zap-stav.
En av sidans inkomstkällor var annonser, i andra versionen fick chatten inkomster för att skapa specifika objekt i chatten för olika företag som ville nå ut till användarna i chatten. 
DoBeDo skapades av det dåvarande IT-företaget BeeDo AB, som företaget Investor genom riskkapitalbolaget Novare kapital investerade 52 miljoner kronor i.
DoBeDo gick i konkurs 2001, webbplatsen och hela konceptet lades ner. På många sätt var det ett typfall av IT-bubblan. DoBeDo prioriterade inte intäkter utan bara att växa. Innan nedläggningen skedde närmast panikartade uppsägningar under skandalartade former.[källa behövs]